# Alex Beaupain

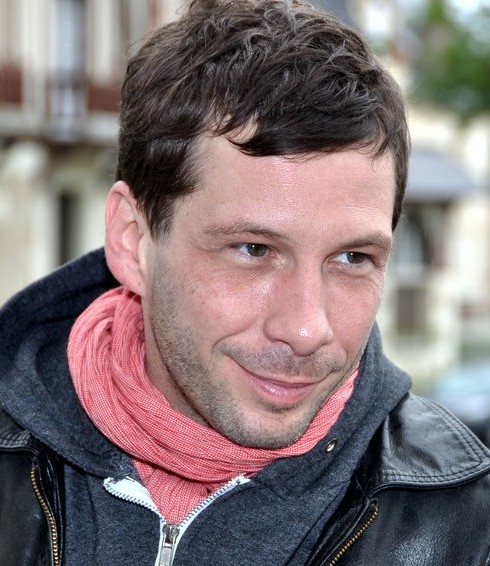
Alex Beaupain (2012)

Alex Beaupain (* 15. Oktober 1974 in Besançon, Frankreich) ist ein französischer Komponist und Singer-Songwriter.

## Biografie
Alex Beaupain ist der Sohn einer Lehrerin und eines Eisenbahners. Bereits in seiner Kindheit nahm er Klavierunterricht und sang im Chor. Nach seinem Schulabschluss studierte er am Institut d’études politiques de Paris. Als Songwriter begann er in den 1990er-Jahren für Compagnie Les Ressorts zu arbeiten. Seit 2002 ist er als Filmkomponist tätig und zeigte sich unter anderem für die Musik von Das schöne Mädchen, Die Liebenden – von der Last, glücklich zu sein und Chanson der Liebe verantwortlich, wobei er für letzteren seinen einzigen César als Bester Komponist erhielt, bei insgesamt drei Nominierungen.

## Diskografie (Auswahl)
- Garçon d’honneur (2005)
- 33 tours (2008)
- Pourquoi battait mon cœur (2011)
- Après moi le déluge (2013)
- Loin (2016)

## Filmografie (Auswahl)
- 2002: 17 fois Cécile Cassard
- 2002: Mein Bruder Leo (Tout contre Léo)
- 2003: Wer tötete Bambi? (Qui a tué Bambi?)
- 2006: In Paris (Dans Paris)
- 2007: Chanson der Liebe (Les chansons d’amour)
- 2008: Das schöne Mädchen (La belle personne)
- 2009: Non ma fille, tu n’iras pas danser
- 2009: Das schöne Leben (La belle vie)
- 2011: Die Liebenden – von der Last, glücklich zu sein (Les bien-aimés)
- 2018: Jonas – Vergiss mich nicht (Jonas)
- 2024: Marcello Mio
- 2025: La femme la plus riche du monde